# Овај свет се мења
Овај свет се мења је једанаести студијски албум српске музичке групе Бајага и инструктори. Албум је објављен 14. септембра 2020. године за издавачке куће ПГП РТС и Croatia Records. Доступан је у дигиталном формату, на компакт-диску и на грамофонској плочи.

## Списак песама
| №               | Назив                        | Аутор(и)                                                                         | Трајање |  |
| 1.              | Овај свет се мења            | М. Бајагић (т, м, а) · А. Хабић (а) · М. Њежић (а) · А. Локнер (а)               | 3:53    |  |
| 2.              | Твоје очи                    | М. Бајагић (т, м) · М. Алексић (м) · А. Хабић (а) · М. Њежић (а) · А. Локнер (а) | 4:45    |  |
| 3.              | Ни на небу ни на земљи       | М. Бајагић (т, м, а) · А. Хабић (а) · М. Њежић (а) · А. Локнер (а)               | 3:53    |  |
| 4.              | Моја драга                   | М. Бајагић (т, м, а) · А. Хабић (а) · М. Њежић (а) · А. Локнер (а)               | 5:17    |  |
| 5.              | Отворена врата               | М. Бајагић (т, м, а) · А. Хабић (а) · М. Њежић (а) · А. Локнер (а)               | 3:24    |  |
| 6.              | Ја сам се ложио на тебе      | М. Бајагић (т, м, а) · А. Хабић (а) · М. Њежић (а) · А. Локнер (а)               | 4:33    |  |
| 7.              | Како се то назива            | М. Бајагић (т, м, а) · А. Хабић (а) · М. Њежић (а) · А. Локнер (а)               | 3:24    |  |
| 8.              | Дарја (са Милошем Биковићем) | М. Бајагић (т, м, а)                                                             | 3:23    |  |
| 9.              | Младост                      | Ж. Мијановић (т) · М. Бајагић (т, м) · В. Аралица (а)                            | 3:00    |  |
| Укупно трајање: | Укупно трајање:              | Укупно трајање:                                                                  | 35:32   |  |

- [2]

## Музичари
| - Бајага и инструктори: - Момчило Бајагић — вокал, електрична гитара, акустична гитара, усна хармоника - Александар Локнер — клавијатуре, вокал - Живорад Миленковић — гитара, вокал - Мирослав Цветковић — бас-гитара, вокал - Чедомир Мацура — бубњеви, вокал - Марко Њежић — гитара, вокал | - Гости: - Вукашин Марковић — тромбон, вокал - Владимир Чукић — бас-гитара - Милош Биковић — вокал (8) - Марко Кузмановић — бубњеви - Радоје Раћа Милутиновић — балалајка - Зоран Алвировић Кина — акустична гитара - Ненад Петровић — саксофон |

## Остале заслуге
- Александар Хабић — продуцент (1—8)
- Војислав Аралица — продуцент (9)
- Оливер Јовановић — тонски сниматељ
- Вукашин Марковић — дизајн омота[3]

## Рецензије
| Медиј | Аутор рецензије        | Оцена         | Изв.  |
| ----- | ---------------------- | ------------- | ----- |
|       | Зоран Тучкар           | 7/10 звездица | [ 4 ] |
|       | Александар С. Јанковић | без оцене     | [ 5 ] |